# ウッドロウ・ウィルソン記念橋

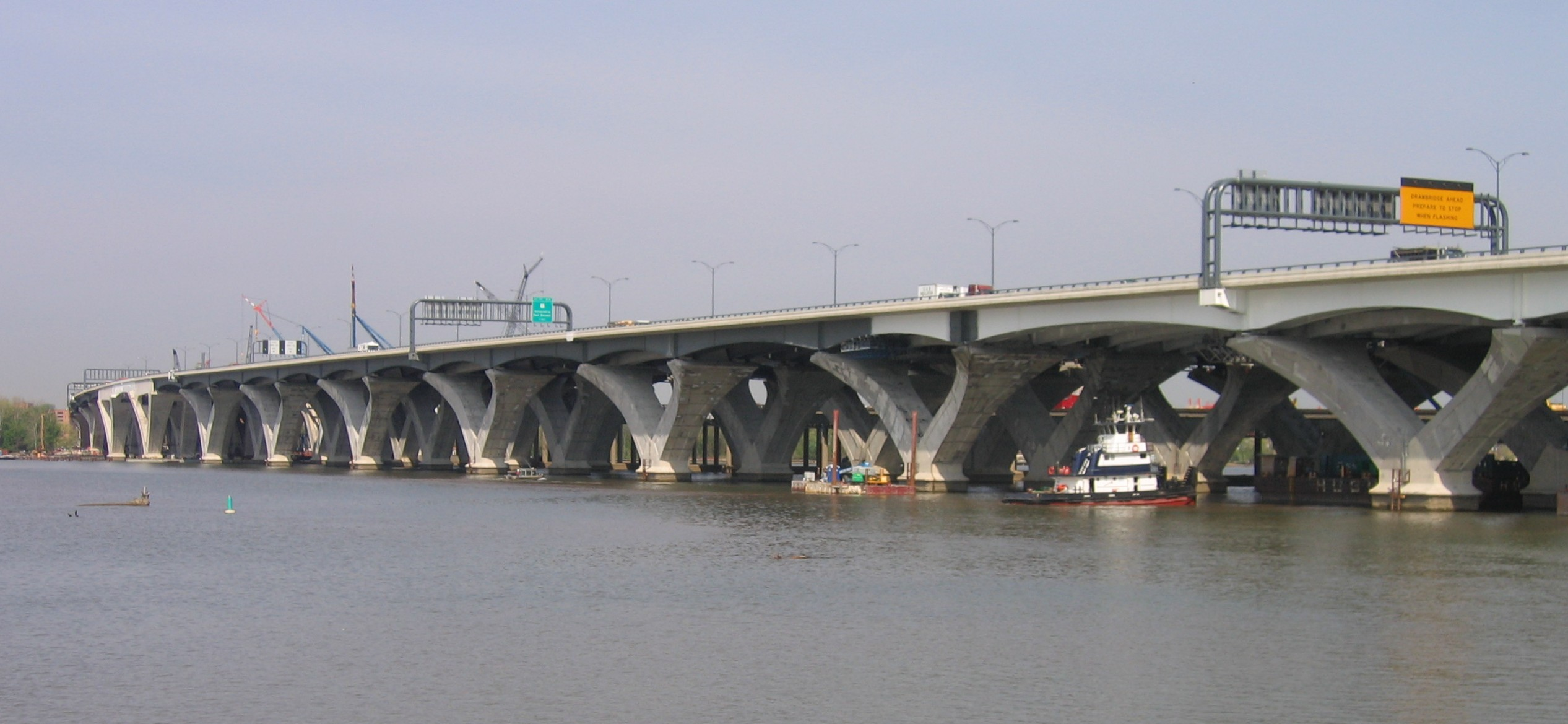
ウッドロウ・ウィルソン記念橋

ウッドロウ・ウィルソン記念橋（ウッドロウ・ウィルソンきねんきょう、Woodrow Wilson Memorial Bridge）は、アメリカ合衆国のポトマック川に架かる跳開橋であり、バージニア州アレクサンドリア独立市とメリーランド州プリンス・ジョージ郡とをつないでいる。ウッドロウ・ウィルソン記念橋の上を州間高速道路95号線および州間高速道路495号線（首都環状高速道路）が通っている。

## 歴史
ウッドロウ・ウィルソン記念橋の建設計画は1956年にアメリカ合衆国議会によって立案され、州間高速道路網の一部として建設が決定した。橋の建設は1950年代後期に開始され、1961年12月28日に開通した。この橋の西側の橋脚はバージニア州、東側の橋脚はメリーランド州にあり、橋の中央部分の約30メートル（100フィート）の区間はコロンビア特別区の南端の角を横切っている。この橋の全長は約1800メートル（5900フィート）で6本の車線があり、巨大な外航船舶がワシントンD.C.の港湾施設に入港できるよう跳開橋として建設された。この橋の橋桁は、1年間に約260回昇降する。

## ウッドロウ・ウィルソン大統領

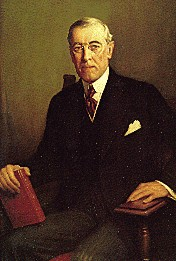
ウッドロウ・ウイルソン大統領

ウッドロウ・ウィルソン記念橋という名称は、バージニア州ストーントンの出身で、1911年にニュージャージー州知事に選出され、1913年に第28代アメリカ合衆国大統領に就任したウッドロウ・ウィルソンに敬意を表して命名された。ウィルソンは大統領の任期中に1日平均2時間は自動車を運転していた。そしてそれは「自分自身を問題から解放するよりも先に、自分の精神を問題から解放するため」であったと伝えられている。
ウィルソン大統領はアメリカ合衆国における自動車指向社会の唱導者であり、高速道路の整備を行った。ウィルソン大統領は1916年に「優れた道路網は、コミュニティを結び、新たな交流を開き、そして限りない自由をもたらす」と述べている。

## 過剰交通量、老朽化、維持補修に関する問題

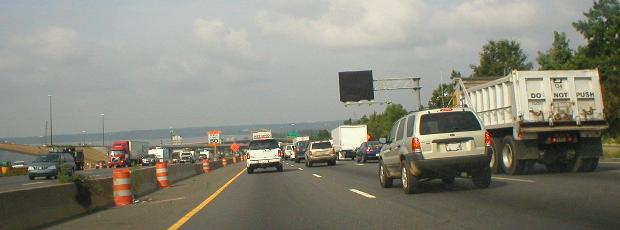
橋を通る自動車

ウッドロウ・ウィルソン記念橋が完成して以来、この橋を通行する車両台数は建設当初に想定されていた交通量を大幅に上回る状況が続いた。建設当初では1日あたり7万5000台の車両が通行できるよう設計されていたが、ワシントン大都市圏地域周辺の大幅な成長によって予想の2倍を超える1日20万台の交通量に膨れ上がった。さらにこの橋には十分に立証された深刻な維持補修に関する問題が存在し、1970年代から場当たり的な補修工事が繰り返された。2000年代初頭に至るまで根本的な解決がなされることはなく、ウッドロウ・ウィルソン記念橋の老朽化は急速に進んだ。

## 橋の置換工事計画

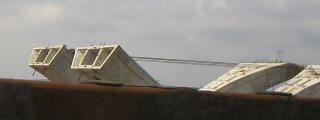
新しい橋の土台

メリーランド州、バージニア州、および連邦高速道路局はウッドロウ・ウィルソン記念橋が抱える問題に対して、長期にわたり解決策を検討してきた。そして長期にわたる研究と議論の末、交通処理能力を2倍に増やし、さらに橋桁を昇降する頻度を減らすために橋桁を高くする計画が決定された。
新たな橋の建設は1999年に開始された。既存のウッドロウ・ウィルソン記念橋は2本の跳開橋に置き換えられ、車線は合計で12車線、橋桁の高さは約21メートル（70フィート）に上げられた。2006年に6車線のポトマック大橋が開通する予定であり、2008年にはすべての工事が完了する。また、既存のウッドロウ・ウィルソン記念橋は新たな橋の開通後に撤去される予定である。新たな橋の橋桁は既存の橋よりも約6メートル（20フィート）高く、大部分の船舶は橋桁を昇降せずに航行できる。これにより橋桁を昇降する回数は、1年間に約65回に減少できる。
ウッドロウ・ウィルソン記念橋は、州間高速道路網において数少ない跳開橋の中の1つである。

## フィクションでのできごと
- 『エースコンバット アサルト・ホライゾン』

ストーリー終盤、ワシントンD.C.に侵攻したNRF（新ロシア連邦）の航空機を迎撃するため、MIM-104 パトリオットミサイルを運用する地対空部隊「ジェリコ1」が展開したが、Tu-160 が橋に特攻、ジェリコ1に激突し壊滅させるとともに橋にも崩壊寸前なほどのダメージを与えた。